# L'amico delle donne (film 1975)
L'amico delle donne è un film per la televisione italiano del 1975 diretto da Davide Montemurri.

## Trama
Un conte sposa una donna non desiderata e che lei non gli permette di consumare. Il suo amico, De Ryons, conosciuto anche come: "l'amico delle donne", esperto conoscitore delle donne, lo aiuterà.